# Фридрих Мерц
Јоахим-Фридрих Мартин Јозеф Мерц (Брилон, 11. новембар 1955) немачки је политичар који тренутно обавља дужност канцелара Немачке од 6. маја 2025. године. На челу је Хришћанско-демократске уније (ХДУ). У септембру 2024. постао је кандидат ове странке за канцелара Немачке пред савезне изборе 2025. године.
Мерц се придружио омладинској организацији Уније 1972. године. Након завршетка правног факултета 1985, радио је као судија и корпоративни адвокат пре него што је 1989. ушао у политику, када је изабран за посланика у Европском парламенту. Након једног мандата, изабран је за посланика у Бундестагу, где се афирмисао као водећи стручњак за финансијску политику у ХДУ-у. Године 2000. изабран је за председника парламентарне групе ХДУ/ХСУ, исте године када је Ангела Меркел постала председница ХДУ, чиме су постали главни ривали за вођство странке, која је заједно са ХСУ чинила опозицију.
После савезних избора 2002, лидерка ХДУ Ангела Меркел преузела је функцију председнице парламентарне групе, док је Мерц изабран за њеног заменика. У децембру 2004. поднео је оставку на ту функцију, тиме окончавајући дугогодишњу борбу за власт са Меркеловом, и постепено се повукао из политике, фокусирајући се на своју правну каријеру, а парламент је напустио 2009. године. Вратио се у Бундестаг 2021. године. Од 2004. радио је као виши правни саветник у компанији Mayer Brown, специјализујући се за спајања и аквизиције, банкарство и финансије, као и усклађеност пословања са прописима. Био је члан управних одбора бројних компанија, укључујући BlackRock Germany. Године 2018. најавио је повратак у политику. Изабран је за лидера ХДУ у децембру 2021, а функцију је преузео у јануару 2022. године. Претходно није успео да освоји то место на два унутарстраначка избора – 2018. и у јануару 2021. године.
Као млади политичар током 1970-их и 1980-их, био је одлучан антикомуниста, што је била доминантна политичка доктрина Западне Немачке и једно од основних начела ХДУ. Мерц се сматра представником традиционалног конзервативног и про-бизнис крила ХДУ. Његова књига Mehr Kapitalismus wagen (Усудити се на више капитализма) заговара економски либерализам. Дуго година је један од најпроамерички оријентисаних политичара у Немачкој, био је председник удружења Atlantik-Brücke, које промовише немачко-америчке односе и атлантизам. Заговорник је Европске уније и НАТО-а, а себе је описао као „искрено убеђеног Европљанина и трансатлантисту”. Залаже се за јаче европске интеграције и „европску војску”. Критичан је према администрацији Доналда Трампа, а САД под његовим вођством је упоредио са Русијом Владимира Путина, истичући да Европа мора хитно да ојача своју одбрану и евентуално потражи алтернативу НАТО-у.

## Младост и образовање
Јоаким-Фридрих Мартин Јозеф Мерц је рођен 11. новембра 1955. године, од Јоакима Мерца (рођеног 1924) и Пауле Совињи (рођене 1928) у Брилону, у савезној држави Северна Рајна-Вестфалија у тадашњој Западној Немачкој. Његов отац је био судија и члан ХДУ-а. Породица Совињи је била локално истакнута патрицијска породица у Брилону, француског порекла. Његов деда по мајци био је градоначелник Брилона Јозеф Пол Совињи. Мерц је католик. Одрастао је у породичној кући своје мајке, кући Совињи  у Брилону. Кућа је оглашена за продају за 2 милиона евра 2021. године.
Од 1966. до 1971. године Мерц се школовао у Гимназији Петринум Брилон, коју је напустио из дисциплинских разлога, преселивши се у Гимназију Фридрих-Шпе у Ритену где је завршио матуру 1975. године. Од јула 1975. до септембра 1976. године Мерц је служио војни рок као војник у самоходној артиљеријској јединици немачке војске. Од 1976. године студирао је право уз стипендију Фондације Конрад Аденауер, прво на Универзитету у Бону, а касније на Универзитету у Марбургу. У Бону је био члан KDStV Баварија Бон, католичког студентског братства основаног 1844. године које је део Картелвербанда. Након што је завршио правни факултет 1985. године, постао је судија у Сарбрикену. Године 1986. напустио је позицију судије како би радио као адвокат у Немачком удружењу хемијске индустрије у Бону и Франкфурту од 1986. до 1989. године.
Мерц говори немачки, француски и енглески језик.

## Рана политичка каријера
Године 1972, са седамнаест година, постао је члан омладинског крила ХДУ-а, Младе уније. Постао је председник брилонског огранка Младе уније 1980. године.

### Члан Европског парламента (1989—1994)
Мерц се успешно кандидовао на изборима за Европски парламент 1989. године и служио је један мандат као члан Европског парламента до 1994. године. Био је члан Одбора за економска и монетарна питања и парламентарне делегације за односе са Малтом.

### Члан Бундестага (1994—2009)
Од немачких избора 1994. године, био је члан Бундестага за своју изборну јединицу, Хохзауерланд. У свом првом мандату био је члан Одбора за финансије.
У октобру 1998. Мерц је постао потпредседник, а у фебруару 2000. председник парламентарне групе ХДУ/ХСУ (заједно са Михаелом Глосом), наследивши Волфганга Шојблеа. У том својству, био је лидер опозиције у Бундестагу током првог мандата канцелара Герхарда Шредера.
Пре избора 2002. године, Едмунд Штојбер је укључио Мерца у свој кабинет у сенци за кампању хришћанских демократа свргавања актуелног канцелара Шредера са места канцелара. Током кампање, Мерц је био Штојберов стручњак за финансијска тржишта и национални буџет. Након Штојберовог изборног пораза, Ангела Меркел је преузела вођство парламентарне групе; Мерц је поново био потпредседник до 2004. године. Од 2002. до 2004. године био је и члан извршног одбора ХДУ, поново под вођством Меркелове.
Године 2005. немачки медији су га описали као новог члана Андског пакта, првобитно тајне мреже утицајних људи из ХДУ коју су 1979. године формирали тадашњи чланови Младе уније током путовања у регион јужноамеричких Анда. Андски пакт је био у опозицији према Меркеловој, посебно пет година пре него што је постала канцеларка 2005. године, након што је постала председница ХДУ. Годинама пре пријема, Мерц је већ имао „фундаменталну лојалност“ према својим колегама у Андском пакту. Између 2005. и 2009. године, Мерц је био члан Одбора за правна питања. Године 2006. био је један од девет парламентараца који су поднели жалбу Савезном уставном суду против откривања додатних извора прихода; Жалба је на крају била неуспешна. До 2007. године је објавио да се неће кандидовати за политичку функцију на изборима 2009. године.

## Каријера у приватном сектору (2009—2018)
Након напуштања политике, Мерц је радио као корпоративни адвокат. Од 2004. године је виши саветник у канцеларији компаније Мајер Браун у Диселдорфу, где ради у тиму за корпоративне финансије; пре 2004. године био је виши саветник код Корнелијуса Бартенбаха Хеземана. Његов рад као адвоката и члана управног одбора учинио га је мултимилионером. Такође је заузимао бројне позиције у корпоративним одборима, укључујући следеће:
- Robert Bosch GmbH, члан Међународног саветодавног комитета(од 2011)
- WEPA Hygieneprodukte GmbH, члан супервизорског одбора (од 2009)
- Deutsche Rockwool, члан супервизорског одбора
- Ernst & Young Немачка, члан саветодавног одбора
- Odewald & Compagnie, члан саветодавног одбора
- DBV-Winterthur Holding, члан супервизорског одбора
- Cologne Bonn Airport, председавајући супервизорског одбора (2017–2020)[34][35]
- BlackRock Germany, председавајући супервизорског одбора (2016–2020)[36][37]
- Stadler Rail, члан одбора директора (2006–2020)[38][39][40]
- HSBC Trinkaus, председавајући саветодавног одбора (2010–2019)[41]
- Borussia Dortmund, члан супервизорског одбора (2010–2014)
- Axa Konzern AG, члан супервизорског одбора (2007–2014)[42]
- IVG Immobilien, члан супервизорског одбора (2006–2010)
- Deutsche Börse, члан супервизорског одбора (2005–2015)
- Interseroh, члан супервизорског одбора (2005–2009)[43]

Између 2010. и 2011. године, Мерц је заступао акционаре WestLB-а, јавне институције која је раније била трећи највећи зајмодавац у Немачкој, у разговорима са понуђачима. Године 2012, придружио се предизборном тиму Норберта Ретгена за државне изборе у Северној Рајни-Вестфалији као саветник за економску политику. Био је делегат ХДУ-а на Савезној конвенцији за избор председника Немачке 2012. и 2017. године.

У новембру 2017. године, Мерца је именовао министар-председник Северне Рајне-Вестфалије Армин Лашет за свог комесара за Брегзит и трансатлантске односе, неплаћену саветодавну позицију.
- Фридрих Мерц (2004)
- Фридрих Мерц (2017)
- Мерц као председавајући Атлантског моста са секретаром одбране САД Ешом Картером и немачком министром одбране Урсулом фон дер Лајен, 2015.

## Повратак у политику
Након што је Ангела Меркел објавила своју намеру да се повуче са места лидера странке ХДУ, Мерц је објавио да ће се кандидовати на наредним изборима за лидера странке 2018. године. Његову кандидатуру је промовисао бивши председник ХДУ и „крунски принц“ из Колове ере, Волфганг Шојбле (бивши председник Бундестага, други по федералној превазиђености). Дана 7. децембра 2018. године, у другом кругу избора за лидера, Мерца је победила Анегрет Крамп-Каренбауер.
Дана 25. фебруара 2020. године, објавио је своју кандидатуру на првим изборима за лидера ХДУ у 2021. години. Његови најближи конкуренти били су Армин Лашет и Норберт Ретген. Након неколико одлагања, избор новог председника странке ХДУ одржан је на конгресу странке 15. и 16. јануара 2021. године, што је био први пут у историји странке да је одржан у потпуности онлајн. У првом кругу, Мерц је добио 385 гласова, 5 више од Лашета. У другом кругу, Мерц није успео да освоји место председника странке по други пут, добивши 466 гласова од 1001 делегата, док је Лашет добио 521 глас.
Истог дана, након што је изгубио на изборима за лидера, Мерц је предложио да се „придружи актуелној влади и преузме Министарство економије“. Министарство је у то време већ водио његов партијски колега Петер Алтмајер, а предлог је одбијен. Лашет је брзо умирио Мерца регрутујући га у свој предизборни тим. Лашет је то оправдао рекавши да је Мерц „без сумње тимски играч“ и да његова економска и финансијска стручност може пружити кључну помоћ у превазилажењу огромног изазова пандемије на одржив начин.
Уочи немачких савезних избора 2021. године, Патрик Зенсбург, Мерцов наследник на његовом месту у Бундестагу, није успео да обезбеди подршку своје странке за нову кандидатуру. Мерц га је уместо тога заменио, вративши се у Бундестаг након 12-годишњег одсуства.

### Председник ХДУ (2022—тренутно)
Дана 15. новембра 2021. године, Мерц је објавио своју кандидатуру на другим изборима за лидера ХДУ у 2021. години. Његови противници били су Норберт Ретген и Хелге Браун.
Током своје кратке кампање, Мерцови ривали су се позиционирали као наследници Меркелове. Против њих, Мерц је обећао одлучан раскид са центристичком линијом коју је Меркелова следила 16 година.
Укупно је око 400.000 чланова ХДУ могло да гласа онлајн или путем писма. До 17. децембра 2021. године, Мерц је већ освојио апсолутну већину од 62,1% чланства у првом кругу гласања, тако да други круг гласања није био потребан. То је значило да је у трећем покушају успео да освоји председника странке. Упитан за његову реакцију на резултате гласања, Мерц је рекао: „Тихо сам себи рекао: 'УАУ'; али само тихо, победничке марширајуће песме су далеко од мене“.
Мерц је формално изабран за председника Хришћанско-демократске уније (ХДУ) од стране 1001 делегата конгреса на виртуелном федералном конгресу странке 22. јануара 2022. године. На крају је за њега гласало 915 од 983 делегата, освојивши 94,6% важећих гласова и поставши лидер највеће опозиционе странке у Бундестагу. Гласање је формално било „дигитално прегласавање“, чији је резултат писмено потврђен од стране делегата.
Након Анегрет Крамп-Каренбауер и Армина Лашета, Мерц је постао трећи лидер Хришћанско-демократске уније у року од три године. Званично је ступио на дужност лидера странке 31. јануара 2022. године.

#### Кандидат за канцелара ХДУ-а (2025)
У септембру 2024. године, Мерц је постао кандидат Уније за канцелара Немачке на савезним изборима 2025. године, након што су Хендрик Вист (ХДУ) и Маркус Зедер (ХСУ) одлучили да се не кандидују и након што су обојица изјавили подршку Мерцу. Због распада владајуће коалиције у новембру 2024. године, избори су одржани седам месеци пре рока.
Излазне анкете објављене након савезних избора 2025. године показале су да ће ХДУ освојити највише места у немачком парламенту, иако са другим најгорим резултатом икада, чиме ће Мерцу осигурати улогу канцелара Немачке.
Након гласања, Хришћанско-демократска унија (ХДУ) и Социјалдемократска партија (СДП) покренуле су коалиционе преговоре како би формирале следећу владу. На савезним изборима, ХДУ, предвођена Мерцом, појавила се као најјача странка, али није успела да освоји апсолутну већину, што је захтевало коалиционе преговоре. СДП, под вођством Ларса Клингбајла, започео је разговоре како би истражио могућу сарадњу. Очекивана црно-црвена коалиција ХДУ/ХСУ–СДП формирала би оно што се у немачкој политици историјски назива Große Koalition (Велика коалиција, иако тај термин описује коалицију две највеће странке, што СДП није од избора 2025. године).
Politico је приметио да „Мерц и други европски водећи лидери све мање виде САД као светионик – тај „блистави град на брду“, како га је Реган волео називати – већ као још једну силу која се придружује Русији и Кини како би стално разарала њихове све крхкије демократије“.
Дана 5. марта 2025. године, Мерц је предложио значајно повећање одбрамбених издатака. На конференцији за новинаре је изјавио: „Немачка и Европа морају брзо ојачати своје одбрамбене капацитете. ХДУ, ХСУ и СДП ће поднети предлог за измену Основног закона како би се одбрамбени издаци изнад 1% БДП-а изузели од дужничке кочнице“. Ово би омогућило Немачкој да повећа свој дуг без ограничења како би финансирала своју војску и пружила војну помоћ Украјини. Економисти су упозорили да би Мерцов план могао да покрене инфлацију и повећа немачки државни дуг. Немачка би плаћала приближно 71 милијарду евра камате годишње од 2035. године. Током преговора за следећи немачки кабинет, Мерц и одлазећи канцелар Олаф Шолц постигли су договор о реформи дужничке кочнице изменом параграфа 109, 115 и 143х Основног закона како би се изузели одбрамбени издаци који прелазе 1% БДП-а. Поред издатака за одбрану, Мерц је пристао да створи посебан фонд од 500 милијарди евра за „инвестиције у инфраструктуру и за додатне инвестиције ради постизања климатске неутралности до 2045. године“. Дана 18. марта 2025. године, немачки парламентарци су одобрили амандман на Основни закон. Промена ће омогућити Мерцовој влади да потроши 500 милијарди евра на инфраструктуру и зелену енергију у року од 10 година и да издаци за одбрану изнад 1% БДП-а буду изузети од дужничке кочнице; ово омогућава неограничено финансирање одбрамбених издатака засновано на дугу.. Мерц, који је обећао да неће дирати правило о дужничкој кочници пре немачких савезних избора, оправдао је повећање одбрамбених издатака претњом Русије, наводећи Путинов „рат агресије против Европе“. Одлуку је назвао „првим великим кораком ка новој европској одбрамбеној заједници“. Такође је планирао да повећа војну помоћ Украјини. Пакет потрошње од билион евра одобрен је пре него што је конституисан 21. Бундестаг 25. марта 2025. године, где би Левица и АfD имале могућност да га блокирају. За промену устава била је потребна двотрећинска већина. План су подржале ХДУ, ХСУ, СДП и Зелени. Мерцов фискални пакет поздравили су француски председник Емануел Макрон, генерални секретар НАТО-а Марк Руте и председница Европске комисије Урсула фон дер Лајен.
9. априла 2025. године, Мерц је успешно осигурао договор за владајућу коалицију, чиме је отворио пут да постане канцелар.
Дана 14. априла 2025. године, потврђено је да ће немачки парламент гласати о Мерцовој кандидатури за канцелара 6. маја 2025. године.

## Канцелар (2025—тренутно)
Дана 6. маја, када је одржан први круг гласања, Мерц није потврђен за следећег канцелара када није успео да постигне апсолутну већину у парламенту са само 310 гласова за своје вођство од потребних 316 од 630 гласова. То је био први пут у немачкој историји да кандидат за канцелара није добио потребне гласове у првом покушају. Други круг гласања одржан је истог дана, што је резултирало да је изабран за канцелара са 325 гласова.

## Политичке позиције
Мерц се фокусирао на економску, спољну, безбедносну и породичну политику. Описао је себе као друштвено конзервативног и економског либерала и сматра се представником традиционалног естаблишментског конзервативног и про-пословног крила ХДУ-а.
Као млади политичар 1970-их и 1980-их, био је чврсти присталица антикомунизма, доминантне државне доктрине Западне Немачке и основног начела ХДУ-а. Његова књига Mehr Kapitalismus wagen (превод: Упуштање у још капитализма) заговара економски либерализам.

### Азил, миграције и интеграције
Мерц каже да ограничавање илегалних миграција сматра најважнијим задатком након немачких савезних избора 2025. године. Мерц сматра политику отворених граница Ангеле Меркел током европске мигрантске кризе 2015. године фаталном. Године 2024, Мерц је позвао на свеобухватно одбијање тражилаца азила директно на граници. Он верује да би то послало сигнал који би довео до мање илегалне миграције. У дебати 2024. о капацитету за пријем избеглица у Немачку, Мерц се осврнуо на изјаву председника Саксоније Михаела Кречмера, који се изјаснио за пријем максимално 60.000–100.000 избеглица годишње. Мерц је објаснио да Кречмерова изјава отприлике описује „шта још увек можемо данас постићи нашом интеграционом снагом“.
Мерцова ХДУ настоји да убрза обраду виза за стране квалификоване раднике.
У октобру 2023. године, након напада Хамаса на Израел 7. октобра, Мерц је рекао да Немачка не може да прихвати палестинске избеглице из Газе, наводећи: „Имамо довољно антисемитских младића у земљи“. У децембру 2024. године, Мерц је позвао на депортације илегалних сиријских имиграната у Сирију и замрзавање нових пријема избеглица. Као канцелар, он има за циљ да „редовно депортује“ људе у Авганистан и Сирију.
Позивајући се на чињеницу да је око 80 одсто од 200.000 подносилаца захтева за натурализацију 2024. године желело да задржи своје прво држављанство, Мерц намерава да укине брзу натурализацију (која је омогућавала подносиоцима захтева да добију немачко држављанство након што живе у Немачкој три до пет година) коју је семафор коалиција спровела 2024. године. Неколико недеља пре избора 2025. године, он се такође залагао за денатурализацију (што би захтевало измену основног закона) у случајевима у којима особе са вишеструким држављанством почине злочине након што добију немачко држављанство.
Након напада ножем у Ашафенбургу у јануару 2025. године, који је починио авганистански мигрант који није имао дозволе боравка у Немачкој (и након низа сличних напада у року од неколико година), Мерц је назвао правила ЕУ о азилу – Даблински, Шенгенски и Евродак споразум – „видљиво нефункционалним“, наводећи да „Немачка стога мора да искористи своје право на примат националног права“. Он је најавио да ће под његовим „вођством доћи до фундаменталних промена у праву уласка, азила и боравка у Савезној Републици Немачкој“. Мерц је рекао да ће, ако буде изабран за канцелара, првог дана свог мандата наложити Савезном министарству унутрашњих послова да „трајно контролише немачке државне границе“ и „да одбије све покушаје илегалног уласка без изузетка“. Постојала би „де факто забрана уласка у Савезну Републику Немачку за свакога ко нема важећа документа за улазак“. Најавио је пооштравање притвора за одлазак и депортацију и жели већа овлашћења за савезну полицију. У вези с тим, савезној полицији би било дато право да поднесе захтев за налоге за хапшење. Онима који морају да напусте земљу више не би било дозвољено слободно кретање унутар земље, а број места за притвор због депортације би се брзо повећавао.

### Социјална политика
Мерц се противио Bürgergeld-у (накнади за незапосленост) и, као и ХДУ, жели да се она укине и замени другим системом под називом Нова основна сигурност. Синдикат ver.di описао је планове ХДУ-а за основну сигурност као „нехумане и неуставне“. Мерц жели да потпуно укине исплате за незапосленост онима који би могли да раде, али не раде. Према Мерцу, постоји 1,7 милиона прималаца који испуњавају ту дефиницију.
Мерц је оптужен да се колеба између инклузивне реторике и звиждука за псе. У једној ТВ емисији рекао је да наставници у немачким школама доживљавају недостатак поштовања од „малих паша“, очигледно мислећи на децу муслиманских родитеља, и наводно је давао „ксенофобичне“ коментаре називајући одбијене тражиоце азила „социјалним туристима“ који долазе у Немачку да „излече зубе“. Неколико недеља раније, Мерц је неке украјинске избеглице назвао „туристима социјалне помоћи“ и рекао да су многи дошли у Немачку тражећи безбедност, само да би потом путовали између две земље након што би обезбедили социјалну помоћ, опаске због којих је касније рекао да жали. Мерц се такође жалио на „проблеме са странцима“ и инсистирао на немачкој Leitkultur (досл. „култура олова“), термину за који многи тврде да захтева обавезну асимилацију. Деведесетих година, Мерц је био у мањини чак и у својој конзервативној ХДУ када је гласао против либерализације закона о побачају, против преимплантационе генетске дијагностике и криминализације брачног силовања.

### Спољна политика
Мерц је чврсти присталица Европске уније, НАТО-а и либералног међународног поретка. Године 2018, описао је себе као „истински убеђеног Европљанина, убеђеног трансатлантисту и Немца отвореног према свету“ и рекао да „се залажем за космополитску Немачку чији корени леже у хришћанској етици и европском просветитељству и чији су најважнији политички савезници демократије Запада. Радо поново користим овај израз: демократије Запада“. Залаже се за ближу унију и посебно ближе односе између Немачке и Француске. Године 2018, био је коаутор чланка у одбрану европског пројекта, који је између осталог позивао на „војску за Европу“.
Мерц је познат по јастребовим ставовима према ауторитарним земљама, посебно Русији и Кини. Године 2023, Мерц је позвао Немачку да укључи кључне савезнике, посебно Француску, у преговоре са Кином као део преиспитивања веза са том земљом које су одражавале глобалну „промену парадигме“ у безбедности и спољној политици. Назвао је Кину „све већом претњом по [немачку] безбедност“, и критиковао је Шолцову одлуку да дозволи кинеском COSCO-у да преузме удео у луци Хамбург.
У фебруару 2025. године, Мерц је рекао да ће Немачка преговарати са Француском и Уједињеним Краљевством о проширењу свог нуклеарног кишобрана на Немачку. Мерц је рекао: „Морамо да разговарамо и са Британцима и са Французима – две европске нуклеарне силе – о томе да ли би дељење нуклеарног оружја, или барем нуклеарна безбедност од стране Уједињеног Краљевства и Француске, могло да се примени и на нас“. Потез да се поново сазове стари Бундестаг је критикован. Мерц је добио међународну подршку за финансијски пакет од генералног секретара НАТО-а Марка Рутеа и председнице Европске комисије Урсуле фон дер Лајен.

### Еколошка политика
У априлу 2023. године, Мерц је изјавио да сви у ХДУ-у веома озбиљно схватају питање климатских промена. Међутим, он је наставио да тврди да је питање климатских промена прецењено у политичкој дебати и да немачко становништво не види проблем толико значајним као политичари. Мерц је даље негирао да време истиче за успешне мере против климатских промена и да ће земља бити на правом путу ако донесе праве одлуке током наредне деценије.
Године 2023, Мерц се успротивио предложеном постепеном укидању возила на фосилна горива и хибридних возила у ЕУ до 2035. године, наводећи да се борба за нето нулте емисије „мора постићи технологијом и отвореним умом, а не забранама“.
Окривио је за кризу у Фолксвагену фокус Шолцове владе на електромобилност.
Мерц подржава пословно прилагођавање Европског зеленог плана.

### Дебата о милионеру и средњој класи
У новембру 2018. године, када је упитан у интервјуу за таблоидни медији Bild, Мерц је рекао да је милионер (без разлике између милионера по приходима и богатству) и да би стога, по његовом схватању, припадао вишој средњој класи. Касније је прецизирао да је у то време зарађивао „око милион евра бруто“ годишње. Ове изјаве наишле су на широку реакцију јавности и изазвале шире критике у Немачкој. Новинари, економисти и финансијски саветници у Немачкој сврстали су Мерца у вишу класу. Према подацима Немачке федералне банке, у то време, он је био међу 5% најбогатијих међу немачким становништвом са (укупном) нето вредношћу од најмање 722.000 евра. Мерцова приватна имовина укључује некретнине и два авиона.

### ЛГБТ+ особе
Мерц је давао изјаве о ЛГБТ+ особама које се сматрају неосетљивим. Када је 2001. године упитан о тадашњем градоначелнику Берлина Клаусу Воверајту који се јавно изјаснио као геј, рекао је: „Све док ми се не приближи, није ме брига“. У новембру 2018. године, Мерц је рекао да је увођење истополних бракова у Немачкој исправна ствар. У септембру 2020. године, Мерца су питали да ли би имао резерве према геј канцелару, а он је рекао: „Што се тиче питања сексуалне оријентације, све док је то у оквиру закона и не тиче се деце – у овом тренутку достижем своје апсолутне границе – то није питање за јавну дискусију“. Након негодовања, појаснио је да није намеравао да повеже хомосексуалност са педофилијом.

## Остале активности
- Deutsche национална фондација, члан Сената[148]
- Мир Вестфалије награда, члан жирија[149]
- Бајерова фондација за немачко и међународно радно и пословно право, члан Управног одбора (1998–2002)
- KfW, члан супервизорског одбора (2003–2004)[150]
- Фондација Лудвига Ерхарда, члан (1998–2005)

## Приватни живот
Мерц је ожењен судијом Шарлот Мерц. Има троје деце и живи у Арнсбергу у региону Зауерланд. Године 2005, пар је основао Фондацију Фридрих и Шарлот Мерц, фондацију која подржава пројекте у сектору образовања.
Године 2018, Мерц је одбио награду Лудвиг Ерхард, наводећи примедбе на публикације председника Фондације Лудвиг Ерхард, Роланда Тихија, кога неки сматрају екстремним десничарем.

## Спољашне везе
- Званични веб-сајт